# Mhlume
Mhlume – miasto w Eswatini; w dystrykcie Lubombo; 8 800 mieszkańców (2006). Przemysł spożywczy.